# Rancho el Calvarito
Rancho el Calvarito är en ort i Mexiko.   Den ligger i kommunen Dolores Hidalgo och delstaten Guanajuato, i den centrala delen av landet, 270 km nordväst om huvudstaden Mexico City. Rancho el Calvarito ligger 1 929 meter över havet och antalet invånare är 651.
Terrängen runt Rancho el Calvarito är huvudsakligen en högslätt. Rancho el Calvarito ligger nere i en dal. Runt Rancho el Calvarito är det ganska tätbefolkat, med 93 invånare per kvadratkilometer. Närmaste större samhälle är Dolores Hidalgo, 6,2 km söder om Rancho el Calvarito. Trakten runt Rancho el Calvarito består till största delen av jordbruksmark.